# バーケンヘッド
バーケンヘッド（英: Birkenhead, [ˌbɜːrkənˈhɛd]）は、イングランドのマージーサイドにあるタウン。行政上はメトロポリタン・バラ・オブ・ウィラルに属し、マージー川西岸、ウィラル半島に位置している。1974年まではチェシャーの一部であった。人口は88,818人（2011年国勢調査）。
12世紀にバーケンヘッド小修道院が建立され、同時期にマージー・フェリーが開業した。19世紀、産業革命にともない急速に発展し、バーケンヘッド・パークやハミルトン・スクエアが整備されたほか、イギリス初の路面電車も開業した。1886年には、世界で初めて汽水域の河口の下を通るトンネルを擁するマージー鉄道が、マージー川対岸のリバプールとのあいだに開業した。造船会社のキャメル・レアードはバーケンヘッドで創業した。
20世紀後半に入ると、コンテナ船の普及で港湾内での作業が少なくなり、町は大きく衰退した。波止場の大部分を対象として、ウィラル・ウォーターズという再開発計画が進行中である。

## スポーツ
- トレンメア・ローヴァーズFC

## 姉妹都市
- - ジュヌヴィリエ, フランス
- - ロリアン, フランス
- - ラティーナ, イタリア

## 出身人物
- アンドリュー・アーヴィン - 登山家
- イアン・グリフィス - サッカー選手
- グレンダ・ジャクソン - 政治家、元女優
- ケイティ・パウエル - フィギュスケート選手
- ジェイソン・マカティア - サッカー選手
- ディキシー・ディーン - サッカー選手
- トーマス・トロッター - オルガニスト
- バーバラ・スティール - 女優
- メレディス・デイヴィス - 指揮者
- リチャード・オースティン - 指揮者
- タロン・エジャトン - 俳優